# Antonio Vila Macías
Luis Antonio Vila Macías (n. 1898) va ser un dibuixant, pintor, polític i sindicalista espanyol.

## Biografia
Va néixer a Sevilla el 18 de març de 1898. Va ser pintor, delineant i dibuixant de professió. Membre del PSOE i de la UGT, durant el període de la Segona República va treballar per a la Diputació provincial de Sevilla i la Delegació regional del Treball. També va exercir com a president dels Jurats Mixtos de Sevilla. Va arribar a estar empresonat algun temps per la seva implicació en els fets revolucionaris de 1934. Després de l'esclat de la Guerra civil va aconseguir fugir a zona republicana, unint-se al batalló «16 de febrer». Durant la contesa va arribar a ser comissari polític de la 52a Brigada Mixta i del front Sud. Posteriorment estaria destinat en el tribunal permanent de l'Exèrcit de l'Ebre.
Després del final de la contesa es va exiliar a França, instal·lant-se poc després a Mèxic.